# Apeks
 (août 2018).
Si vous disposez d'ouvrages ou d'articles de référence ou si vous connaissez des sites web de qualité traitant du thème abordé ici, merci de compléter l'article en donnant les références utiles à sa vérifiabilité et en les liant à la section « Notes et références ».
 (août 2018).
 (août 2018).
Apeks (Apeks Marine equipment Ltd) est un fabricant britannique de matériel de plongée basé à Blackburn. Elle a été fondée en 1974 par Ken Ainscough et Eric Partington, le nom Apeks est une anagramme de leurs initiales. Elle est détenue par Aqua Lung, une société de Montague Private Equity depuis 2016.
La société est connue pour ses détendeurs de plongée (en particulier pour une utilisation en eau froide) ainsi que les soupapes de combinaison étanche, qui sont fournis à de nombreux fabricants combinaisons étanches. Les équipements Apeks sont utilisés par de nombreuses armées et des services d'urgence, y compris la Royal Navy.